# 2009 au Sénégal
Chronologie de l'Afrique
2007 au Sénégal - 2008 au Sénégal - 2009 au Sénégal - 2010 au Sénégal - 2011 au Sénégal
2007 par pays en Afrique - 2008 par pays en Afrique - 2009 par pays en Afrique - 2010 par pays en Afrique - 2011 par pays en Afrique

## Chronologie

### Janvier 2009

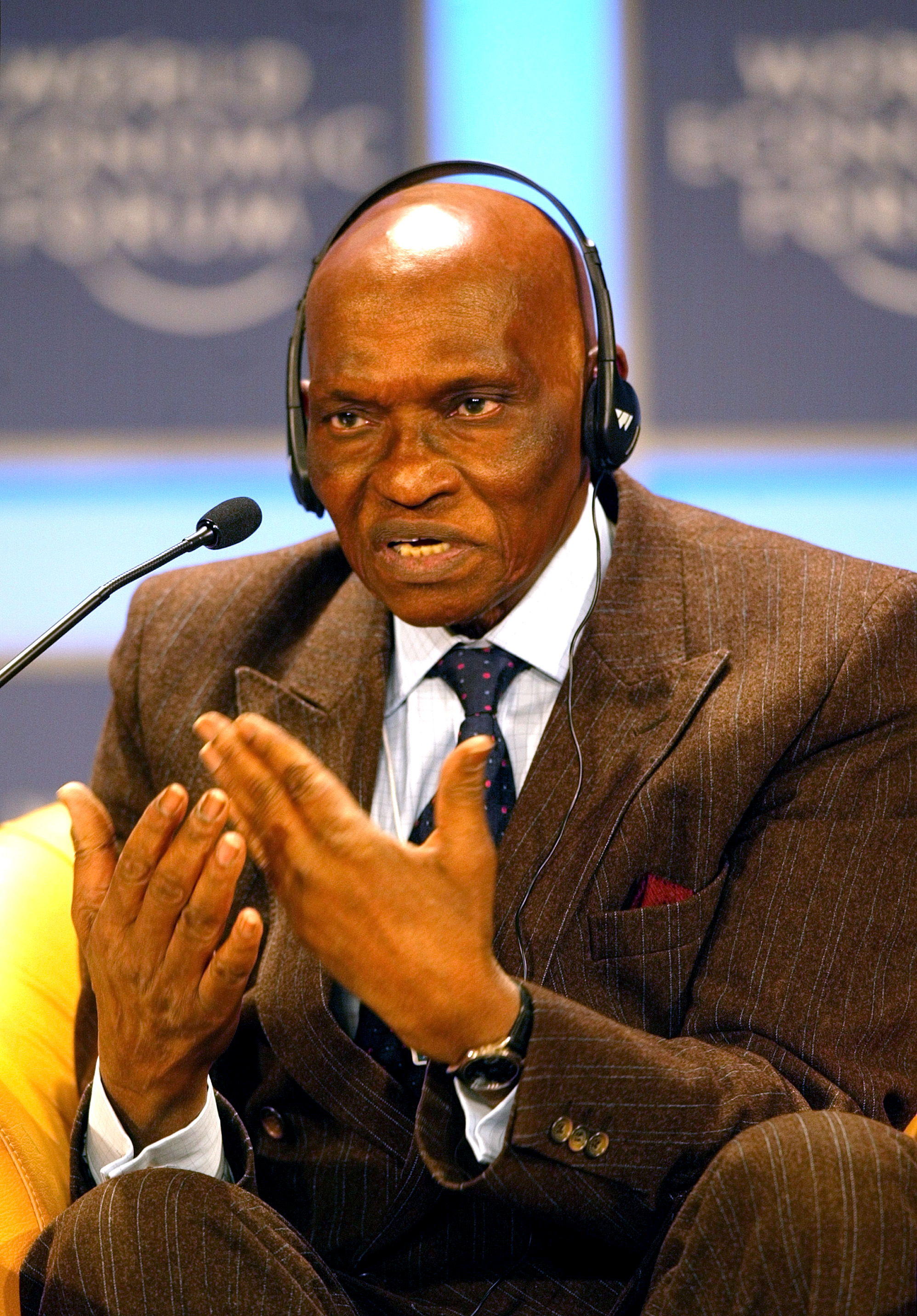
Abdoulaye Wade
(février 2002)

- Mercredi 7 janvier 2009 : Le tribunal de Dakar condamne 9 Sénégalais, tous âgés de moins de trente ans, à huit ans de prison pour homosexualité. Il s'agit de la plus lourde peine jamais infligée au Sénégal contre des homosexuels. Ils avaient comparu la veille pour « acte impudique et contre nature et association de malfaiteurs » à la suite de leur arrestation en décembre à Mbao, une ville de la banlieue de Dakar. L'homosexualité est officiellement interdite au Sénégal, pays à 95 % musulman, et passible selon le code pénal d'une peine d'un à cinq ans d'emprisonnement.

- Dimanche 25 janvier 2009 : Décès de Mamadou Dia (98 ans). Protégé du premier président Léopold Sédar Senghor, il fut son premier ministre lors de l'indépendance en 1960. Accusé en 1962 d'avoir fomenté un complot contre le président pour le renverser, il fut condamné à la prison à perpétuité, mais gracié et libéré en 1974. Dans les années 1980, il avait tenté sans succès un retour en politique. Ces dernières années, il intervenait dans les médias sénégalais comme commentateur de la vie politique locale.

- Jeudi 29 janvier 2009 : Les autorités françaises et sénégalaises rendent un hommage au célèbre pilote français Jean Mermoz, surnommé « l'Archange » à la base de Bel Air à Dakar, d'où l'aviateur était parti en 1936 avant de s'écraser dans l'Atlantique. Une stèle représentant l'avant de son hydravion, la « Croix du Sud », a été inaugurée sur le site de la base, qui accueille aujourd'hui le 23e bataillon d'infanterie de marine de l'armée française. Une exposition avec des photos parfois inédites a été présentée à cette occasion, elle sera ensuite visible dans plusieurs écoles et centres culturels du Sénégal. Des toiles inspirées de l'aventure de l'Aéropostale, de l'artiste belge Maya Van Bellinghen sont exposées dans le « hangar des hydravions », un bâtiment d'époque, témoin du dernier voyage de Jean Mermoz. À Dakar, une stèle rend déjà hommage à Mermoz dans le quartier Ouakam et le lycée français porte son nom. Un musée consacré à l'Aéropostale existe aussi à Saint-Louis-du-Sénégal.

### Février 2009
- Lundi 2 février 2009 : Le président Abdoulaye Wade se défend d'organiser sa succession pour son fils Karim en écartant des adversaires potentiels, dont ses deux anciens premiers ministres Idrissa Seck et Macky Sall. Il espère que « le prochain président du Sénégal » qui le remplacera « sera issu d'un vote populaire sans absolument aucune contestation ».

- Jeudi 5 février 2009 : Le président Abdoulaye Wade admet avoir été dans sa jeunesse, franc-maçon, mais précise avoir été « "radié par suite de démission volontaire" », précisant : « je ne suis pas dormant mais radié par suite de ma démission volontaire. Le maçon en sommeil ou dormant est celui qui reste inscrit, donc membre de l'association, mais sans activité. Ce n'est pas mon cas […] Étudiant à Besançon, j'ai quitté cette ville en septembre 1959, après ma thèse, soutenue le 27 juin 1959, il y a cinquante ans. Lorsque j'étais jeune professeur, un de mes collègues eut souvent à m'entretenir de la maçonnerie. Par curiosité, j'y ai adhéré, espérant y trouver des échanges intellectuels de très haut niveau. Ce ne fut pas le cas. J'ai démissionné. Acte m'en a été donné depuis plus de quarante ans […] S'agissant d'une association, au regard de la loi et de ses statuts, on y entre sur sélection, mais on en sort librement. C'est ce que j'ai fait. »[1].

- Vendredi 6 février 2009 : Mort de Boubacar Joseph Ndiaye (86 ans), conservateur depuis 40 ans de la Maison des esclaves de Gorée, dont il a largement contribué à la sauvegarde. Il fut « l'artisan principal de la défense de la mémoire de la traite atlantique, l'homme le plus fervent et le plus constant contre tout révisionnisme » sur la traite des esclaves, qui a duré plusieurs siècles entre l'Afrique, l'Europe et les Amériques avec la déportation de plusieurs millions d'Africains, à partir de Gorée notamment, une île au large de Dakar.

- Vendredi 13 février 2009 :  Le président chinois Hu Jintao est en visite officielle. La coopération entre le Sénégal et la Chine se traduit « en des termes tout à fait concrets et dans tous les domaines », depuis que Pékin et Dakar ont rétabli leurs relations diplomatiques fin 2005, après un divorce de près de 10 ans qui était dû à la reconnaissance de Taïwan par le Sénégal. Le président Abdoulaye Wade a qualifié d'« exemplaire » le partenariat qui lie le Sénégal et la Chine depuis trois ans, mais il existe cependant un important problème de gestion dans les grands travaux confiés à une entreprise chinoise et réalisés à Touba, ville sainte de la confrérie musulmane des mourides.

- Mardi 17 février 2009 : Selon la présidence, le président Abdoulaye Wade,  « a été sollicité pour une médiation » dans le conflit qui oppose à Madagascar, le président malgache, Marc Ravalomanana, au maire d'Antananarivo, Andry Rajoelina, et qui a fait une centaine  de morts depuis fin janvier : « Le président Wade accueille favorablement cette demande de médiation et appréciera la suite qu'il convient de lui donner en tenant compte du dénouement des initiatives de paix actuellement en cours ».

### Mars 2009

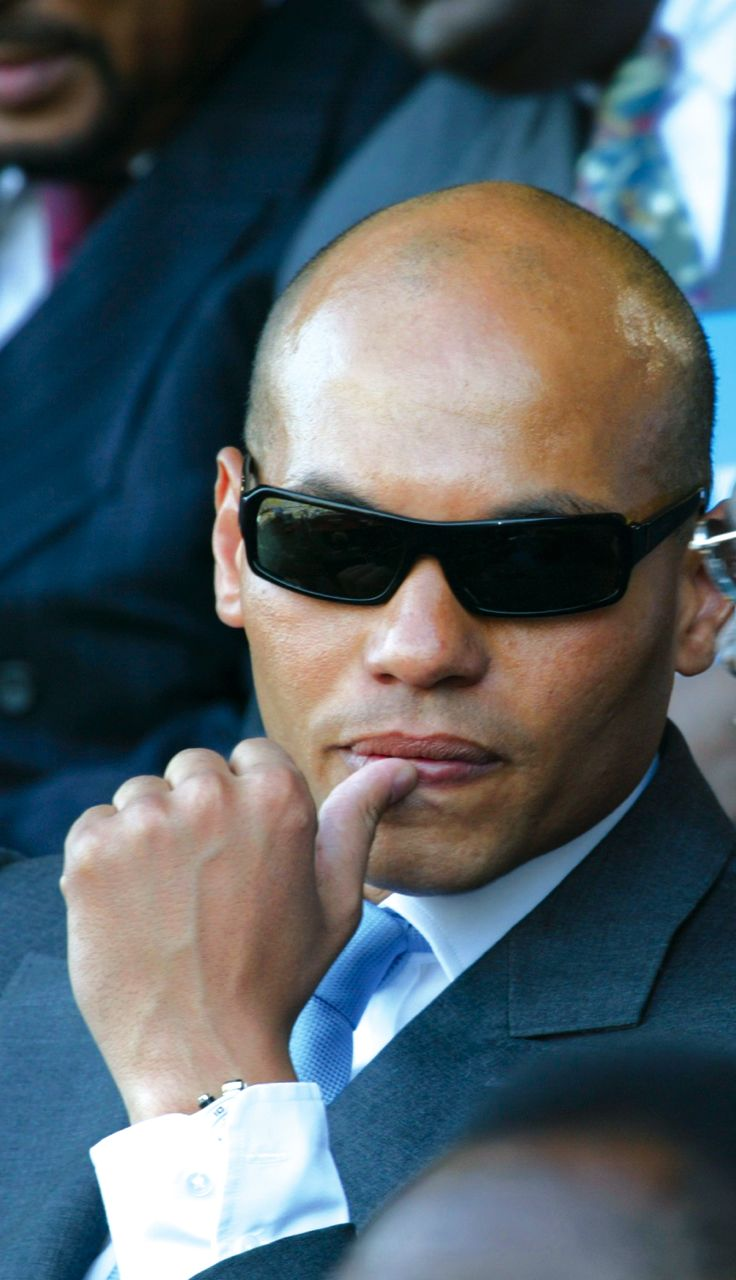
Karim Wade en 2007

- Mardi 3 mars 2009 : Le Sénégal se dit inquiet de la situation en Guinée-Bissau et renforce ses troupes à la frontière. Pour Le Quotidien, il s'agit d'une « quasi-guerre civile » vraisemblablement orchestrée par la Gambie,  « ce sont les mutins qui avaient échoué à prendre le pouvoir en novembre de l’année dernière et, réfugiés depuis au pays de Yahya Jammeh [le président gambien], qui seraient revenus ce week-end pour, en quelque sorte, finir le "travail inachevé" […] Il semble également plausible que cet accès de violence soit la traduction armée de considérations liées au très juteux trafic de drogue ». Les deux généraux assassinés étaient de proches alliés de Dakar. Leur disparition « est un gros coup dur pour la stratégie sénégalaise de lutte, à la fois, contre l'irrédentisme casamançais — animé par le Mouvement des forces démocratiques de Casamance, qui avait lancé une rébellion indépendantiste en 1982 — et contre la toute-puissance des cartels qui tiennent le commerce de la drogue. le président sénégalais Abdoulaye Wade a déjà donné l'ordre à l'armée de renforcer ses troupes à la frontière, en bouclant tous les accès possibles au territoire national »[2]. D'après le journal, chaque jour, une tonne de cocaïne transiterait par la Guinée-Bissau, en provenance du pôle colombien de Medellin.

- Vendredi 13 mars 2009 : Karim Wade, fils unique du président Abdoulaye Wade a été accueilli au marché Sandaga dans le centre de Dakar par une foule d'opposants qui brandissait des brassards et des foulards rouges voire quelques chaussures, au cri de : « Sath la, sath la, na dem » en langue wolof ("Voleur, voleur, va-t-en !"). Karim Wade a été obligé de se retirer sans avoir pu prononcer son allocution politique.

- Dimanche 22 mars 2009 : Élections locales qui voit l'opposition conquérir les principales villes dont Dakar et sa banlieue, Saint-Louis-du-Sénégal, Louga, Fatick, Diourbel…

- Vendredi 27 mars 2009 : Publication officielle des résultats des élections locales — municipalités et conseils régionaux — la coalition d'opposition « Benno Siggil Senegaal » ("S'unir pour un Sénégal debout" en wolof) conquiert plusieurs grandes municipalités et plusieurs conseils régionaux.

### Avril 2009
- Dimanche 5 avril 2009 : Ségolène Royal est en visite de cinq jours dans son pays natal. Le but de sa visite est « axé sur la question du développement durable » à la rencontre de militants associatifs. À Thiaroye, elle a retrouvé le « collectif des femmes pour la lutte contre l'immigration clandestine » et leur a remis un camion frigorifique pour le transport des produits de la mer qu'elles commercialisent depuis peu, y voyant « une preuve d'une utopie qui se réalise ».

- Lundi 6 avril 2009 : Ségolène Royal, devant plusieurs centaines de personnes réunies au siège du Parti socialiste sénégalais, à Dakar, demande « pardon » pour le « discours de Dakar » de Nicolas Sarkozy en 2007  à l'occasion de son premier déplacement en Afrique subsaharienne : « Quelqu'un est venu ici vous dire que "l'Homme africain n'est pas entré dans l'histoire". Pardon, pardon pour ces paroles humiliantes et qui n'auraient jamais dû être prononcées et – je vous le dis en confidence – qui n'engagent ni la France, ni les Français ».

- Vendredi 10 avril 2009 : Le Syndicat des travailleurs de Sonatel (Syts) et le Syndicat national des postes et télécommunications (SNTP) organisent une « journée ville morte » ou « présence négative » dans les agences de Sonatel, en invitant l'État à annuler la future cession de 987 000 actions : « Nous n'accepterons jamais la recolonisation du système des télécommunications par les Français ».

- Mardi 14 avril 2009 : Les syndicats de Sonatel, opérateur historique des télécoms au Sénégal, déposent au ministère de la Fonction publique  un préavis de grève couvrant un délai de 30 jours pour empêcher le groupe français France Télécom de prendre le contrôle de 52,2 % du capital de leur société, dénonçant « la recolonisation du système des télécommunications par les Français  »[3].

- Mercredi 15 avril 2009 :
  - Selon la délégation locale de l'UE, l'année 2008 a été mauvaise pour le Sénégal, avec une chute de la croissance à 2,5 %, mais 2009 s'annonce également difficile, avec le ralentissement économique, la baisse attendue des transferts des émigrés et une très lourde dette intérieure à apurer.
  - L'Union européenne accorde au Sénégal un don de près de 134,5 millions d'euros pour un appui budgétaire dans le cadre de la lutte contre la pauvreté (75 M €), pour le financement de projets d'assainissement et de réhabilitation de routes dans le nord du pays (36 M €) et pour un financement d'équipements — matériel informatique, de logiciels professionnels et d'équipements d'exploitation — pour l'Office national de l'assainissement du Sénégal (3,5 M €) . Trois conventions de financement ont été signées mercredi par le chef de la délégation de l'UE à Dakar et par le ministre sénégalais de l'Économie et des finances, Abdoulaye Diop.
  - L'État sénégalais et France Télécom signent un protocole d'accord qui conduira à l'acquisition par le groupe français de 9,87 % du capital auparavant détenu par le Sénégal. France Télécom « passera ainsi de 42,3 % à 52,2 % du capital de Sonatel », et l'État sénégalais restera le deuxième actionnaire (17,28 %).

- Samedi 18 avril 2009 : Le candidat de l'opposition Khalifa Sall a été élu en tant que nouveau maire de Dakar par le conseil municipal issu des élections locales du 22 mars. Khalifa Sall, membre du Parti socialiste (PS) et de la coalition Benno Siggil Senegaal (S'unir pour un Sénégal debout, en langue ouolof), a été élu avec 81 des 100 voix exprimées.

- Vendredi 24 avril 2009 : La compagnie aérienne Air Sénégal International (ASI), la plus importante compagnie aérienne d'Afrique de l'Ouest, créée en l'an 2000, « a cessé d'opérer et a dû arrêter tous ses vols ». La compagnie est détenue à 51 % par Royal Air Maroc et à 49 % par l'État du Sénégal en conflit ouvert depuis près de deux ans sur la gestion de leur filiale commune. Selon un communiqué : « Depuis plusieurs semaines, Royal Air Maroc n'a cessé d'alerter ses coactionnaires sénégalais sur les risques d'arrêt des activités d'Air Sénégal International. Aujourd'hui, Air Sénégal International a cessé d'opérer et a dû arrêter tous ses vols […] Cette fin d'exploitation est la conséquence inévitable de la situation créée par la partie sénégalaise qui a pris, malgré les multiples mises en garde de Royal Air Maroc, des décisions qui ont nui à l'existence même de sa compagnie nationale ». La crise s'est aggravée début avril à la suite d'une décision d'un tribunal sénégalais interdisant à Royal Air Maroc de se retirer de la gestion d'Air Sénégal. Fin 2007, le Sénégal avait annoncé son intention de prendre le contrôle de la société en reprochant à la RAM d'avoir mal géré l'entreprise.

- Samedi 25 avril 2009 : à la suite de la décision prise, « la direction générale d'Air Sénégal a arrêté l'exploitation, tous les vols ont été annulés ». Les 500 passagers bloqués vendredi, en Afrique de l'Ouest comme à Paris, à la suite de l'interruption des vols d'Air Sénégal International sont progressivement acheminés à destination par d'autres compagnies aériennes en particulier par Royal Air Maroc et par l'armée sénégalaise.

- Jeudi 30 avril 2009 :

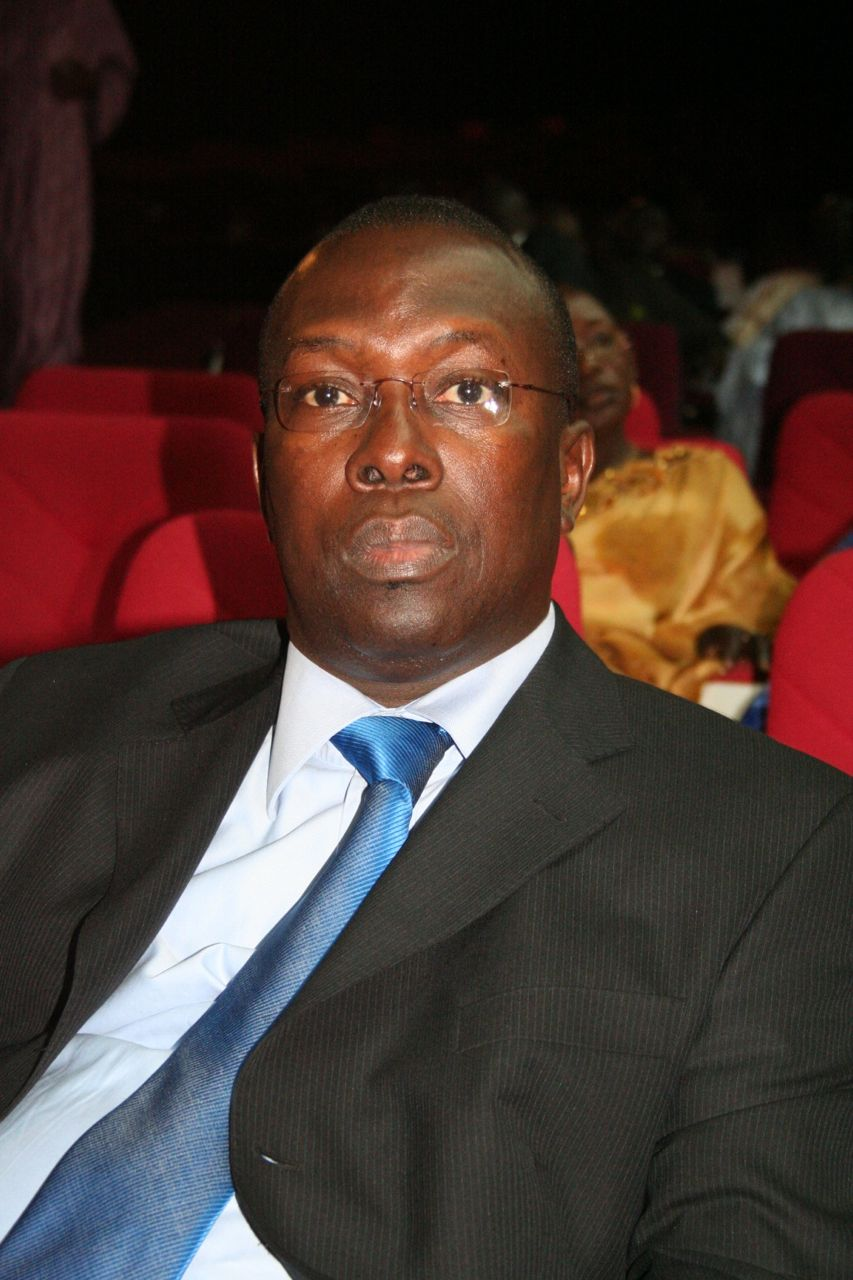
Souleymane Ndéné Ndiaye
(2008)

  - Le premier ministre, Cheikh Hadjibou Soumaré (58 ans), en poste depuis juin 2007, a présenté sa démission et celle de son gouvernement au président Abdoulaye Wade qui l'a acceptée. Après la percée de l'opposition aux élections municipales du 22 mars, qui fut le premier revers politique pour le pouvoir depuis 2000, un important remaniement ministériel était attendu.
  - Le président Abdoulaye Wade a nommé Souleymane Ndéné Ndiaye comme nouveau premier ministre. Il était auparavant le ministre de l'Économie maritime, des transports maritimes, de la pêche et de la pisciculture   dans le gouvernement démissionnaire de Cheikh Hadjibou Soumaré. Avocat et maire de Guinguinéo (centre), il avait été directeur de cabinet et porte-parole du président Wade[4].

### Mai 2009
- Vendredi 1er mai 2009 : 
  - Publication au journal officiel du nouveau gouvernement du premier ministre Souleymane Ndéné Ndiaye, formé de 33 membres.
  - Karim Wade (40 ans), le fils du président Abdoulaye Wade est nommé ministre d'État chargé de la Coopération internationale, de l'aménagement du territoire, des transports aériens et des infrastructures. À ce poste, il dirigera la construction du nouvel aéroport international prévu à une quarantaine de kilomètres de Dakar et de grands travaux routiers dont une autoroute à péage à la sortie de la capitale. Il aura également sous sa supervision la compagnie aérienne Air Sénégal International, une des plus grandes de l'Afrique de l'Ouest actuellement en pleine crise, du fait notamment de la mésentente entre ses deux actionnaires, la Royal Air Maroc (51 %) et l'État sénégalais (49 %).

- Mercredi 13 mai 2009 : 
  - Ouverture de la 44e assemblée annuelle de la Banque africaine de développement qui se tient à Dakar jusqu'à jeudi. Selon le président de la Commission de l'Union africaine, Jean Ping, la crise économique mondiale, qui frappe durement l'Afrique, constitue une « question de vie ou de mort » sur le continent le plus pauvre du monde : « Si dans les pays développés, la crise se traduit par des pertes d'emplois, dans les nôtres, c'est une question de vie ou de mort, avec en particulier les risques de multiplication des conflits et de crises qui menacent la paix mondiale ».
  - Le train qui venait de Bamako, à destination de Dakar, a déraillé, entre les localités de Bala et Goudiry près de la frontière malienne. Quatre wagons se sont couchés, le bilan provisoire est de cinq morts et 37 blessés.

- Jeudi 14 mai 2009 : 
  - Dans le cadre du procès de la catastrophe aérienne de Tambacounda qui le 1er février 1997 a causé la mort de 23 personnes dont 18 Français, le mécanicien est condamné par le tribunal correctionnel de Paris à 30 mois de prison, dont 15 avec sursis, pour homicides et blessures involontaires. Les magistrats lui ont également interdit d'exercer à nouveau la profession de mécanicien en aéronautique. L'avion, un Hawker Siddeley 748 d'Air Sénégal, s'était écrasé au sol trente secondes après son décollage de l'aéroport de Tambacounda, à 400 kilomètres au sud-est de Dakar. 23 personnes avaient péri carbonisées, dont les trois membres d'équipage, un passager italien, un Suisse et 18 Français qui revenaient d'un safari. 29 autres Français avaient survécu mais avec de graves blessures. La catastrophe a été provoquée par l'arrêt du moteur gauche de l'avion du fait de la fermeture de la valve d'alimentation en carburant, que le mécanicien au sol, Moustapha Diagne, aurait oublié de rouvrir avant le départ. Les avocats de la défense et ceux des parties civiles, estiment que le mécanicien n'est qu'un lampiste et qu'Air Sénégal, devenue depuis Air Sénégal International, aurait dû être poursuivi[5].
  - Selon le syndicat des agences de voyages et de tourisme au Sénégal, l'arrêt des vols de la compagnie Air Sénégal International il y a trois semaines, est responsable de la diminution de « 10 % au moins » du nombre de touristes. Air Sénégal était la seule compagnie aérienne à desservir la Casamance.

- Dimanche 24 mai 2009 : Le Mouvement africain contre les armes légères en Afrique de l'Ouest organise à Dakar la 6e édition de la randonnée pédestre Cartable pour la paix en Casamance dont les objectifs sont de « créer une solidarité entre enfants scolarisés dans les zones de construction de la paix et les élèves au Sénégal, rendre l’espoir aux enfants de la Casamance, enrichir le niveau de connaissance des enfants, leur inculquer la culture de la paix, lutter contre les armes légères ; faire des jeunes des acteurs de la paix »[6].

### Juillet 2009
- Mardi 7 juillet 2009 : Le secrétaire d'État français à la Coopération, Alain Joyandet est à Dakar pour une session de travail concernant l'amélioration du suivi des avions au-dessus de l'Atlantique après le crash du vol AF447, pour voir comment, en collaboration avec les Brésiliens, on peut éviter le trou noir dans les communications, entre le Brésil et le Sénégal. Le Bureau d'enquêtes et d'analyses (BEA), chargé de l'enquête technique sur le crash du vol d'Air France AF447 disparu le 1er juin entre Rio et Paris avec 228 personnes à bord, a fait état d'une défaillance de communication entre les centres de contrôle aériens brésilien et sénégalais chargés du suivi de l'avion : « Il n'y a pas eu de transfert du vol entre les centres de contrôle brésilien et sénégalais », estimant que cette défaillance avait retardé le déclenchement des recherches d'une heure ou deux[7].

- Lundi 13 juillet 2009 : Le Comité national de lutte contre le sida annonce qu'un projet de loi protégeant les malades atteints du VIH/sida au Sénégal « sera soumis au vote à l'Assemblée nationale et au Sénat dès la rentrée en septembre ». Le texte est passé en « conseil des ministres il y a trois mois ». Selon le Dr Ibrahima Ndoye, ce projet de loi, qui a nécessité quatre ans de travail, concerne notamment la protection des personnes porteuses du VIH, la lutte contre la stigmatisation et la protection des agents de la santé. Il a pour but de « corriger toutes les discriminations dont souffrent les personnes vivant avec le VIH, notamment dans le milieu du travail » permettant « à un travailleur [porteur du VIH] de porter plainte en cas de licenciement lié à sa maladie ». Le taux de prévalence est estimé à 0,7 % au Sénégal, l'un des taux les plus faibles d'Afrique[8].

### Septembre 2009
- Jeudi 3 septembre 2009 : Une vingtaine d'étudiants gabonais se sont introduits dans l'ambassade du Gabon à Dakar, à la suite de l'annonce de l'élection d'Ali Bongo comme nouveau président du Gabon, et ont tenté de l'incendier avec un cocktail Molotov.

- Mardi 22 septembre 2009 : Depuis le début de la saison des pluies (juin), les inondations ont causé dans le pays la mort de 6 personnes et en ont affecté 264 000 autres.

### Octobre 2009
- Vendredi 2 octobre 2009 : Dans la soirée, 6 militaires sont tués et 3 autres blessés dans une attaquemenée par des rebelles indépendantistes, près du village de Sare Boya en Casamance, situé à 3 km de la frontière avec la Guinée-Bissau. Il s'agit du plus lourd bilan enregistré par l'armée depuis trois ans en Casamance, en proie depuis 1982 à une rébellion indépendantiste, malgré la signature en 2004 d'un accord de paix.

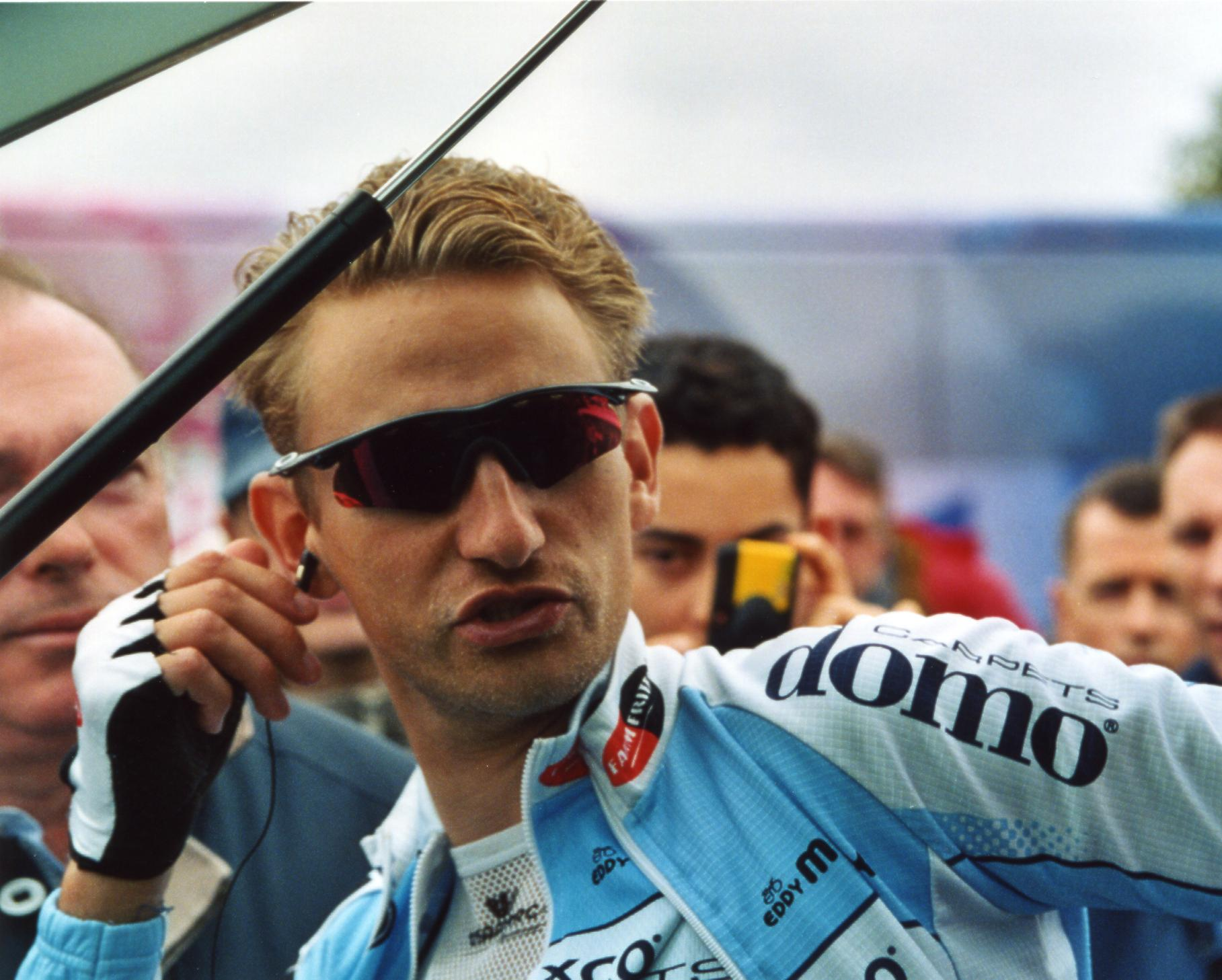
Franck Vandenbroucke
(2002)

- Dimanche 11 octobre 2009 : Un ancien cycliste professionnel belge de 34 ans, Frank Vandenbroucke, est retrouvé mort d'embolie pulmonaire, dans la chambre d'un petit hôtel de la station balnéaire de Saly (sud). Il a été impliqué lors de sa carrière dans de nombreuses affaires de dopage[9].

### Novembre 2009
- Vendredi 6 novembre 2009 : Le gouvernement sénégalais avait qualifie la plainte de l'association MLA « Le moment de se lever pour l'Afrique », pour « détournement de fonds publics et acquisition illégale de biens immobiliers en France », d'« amalgame destiné à ternir l'image » du président Abdoulaye Wade, « depuis qu'il s'est déclaré candidat à l'élection présidentielle de 2012 ».

### Décembre 2009
- Dimanche 13 décembre 2009 : Le président Abdoulaye Wade, visé par une plainte en France déposée par l'association MLA « Le moment de se lever pour l'Afrique », pour « détournement de fonds publics et acquisition illégale de biens immobiliers en France », demande aux maires de ce pays de « faire vendre » toute propriété censée lui appartenir : « Pour montrer que je ne dissimule aucun bien en France, je donne mandat à tous les Maires de Communes en France, ensemble ou séparément, pour le cas où une propriété alléguée m'appartenir se trouverait dans leur commune, de la faire vendre, sans délai » et de « verser le produit [de la vente] aux Bonnes œuvres de la Commune et de faire une déclaration publique ».

- Mercredi 30 décembre 2009 :
  - Des affrontements ont eu lieu devant la cathédrale de Dakar, entre plusieurs dizaines de jeunes manifestants chrétiens et les forces de police, alors que l'archevêque de Dakar, le cardinal Théodore-Adrien Sarr, venait de prononcer son « message de nouvel an » dans lequel il a reproché au président Abdoulaye Wade des « propos blessants » envers les chrétiens[10].
  - Dans la soirée, le ministre d'État chargé de la Coopération internationale et des transports aériens, Karim Wade, a présenté "« au nom du président de la république ses excuses » aux chrétiens du Sénégal et du monde après ses propos sur la religion chrétienne jugés « blessants » par l'Église sénégalaise.